# 277
277（二百七十七、二七七、にひゃくななじゅうなな、にひゃくしちじゅうしち）は、自然数また整数において、276の次で278の前の数である。

## 性質
- 277は59番目の素数である。1つ前は 271、次は281。
  - 約数の和は278。
- 17番目のスーパー素数である。1つ前は241、次は283。
- すべての桁が素数である36番目の数である。1つ前は275、次は322。(オンライン整数列大辞典の数列 A046034)
  - すべての桁が素数で素数になる13番目の数である。1つ前は257、次は337。(オンライン整数列大辞典の数列 A019546)
  - 2 と 7 を使った2番目の素数である。1つ前は227、次は727。(オンライン整数列大辞典の数列 A020459)
    - a = 2 、b = 7 のときの ab…b の形で表せる29番目の素数である。1つ前は233、次は311。(オンライン整数列大辞典の数列 A061022)
    - 27…7 の形の最小の素数である。次は2777。(オンライン整数列大辞典の数列 A093939)
- 277 + 772 = 1049
  - 277を逆順に並べた772を加えると1049と素数になる。素数において逆順に並べた数を加えても素数になる7番目の数である。1つ前は271、次は281。(オンライン整数列大辞典の数列 A061783)
- 1～18までの約数の和である。1つ前は238、次は297。
- 1/277 は循環節の長さ69の循環小数である。
  - 逆数が循環小数になる数で循環節が69になる最小の数である。次は554。
  - 循環節が n になる最小の数である。1つ前の68は10403、次の70は781。(オンライン整数列大辞典の数列 A003060)
- 各位の和が16になる10番目の数である。1つ前は268、次は286。
  - 各位の和が16になる数で素数になる3番目の数である。1つ前は97、次は349。(オンライン整数列大辞典の数列 A106757)
- 各位の平方和が102になる最小の数である。次は727。(オンライン整数列大辞典の数列 A003132)
  - 各位の平方和が n になる最小の数である。1つ前の101は168、次の103は1277。(オンライン整数列大辞典の数列 A055016)
- 各位の立方和が694になる最小の数である。次は727。(オンライン整数列大辞典の数列 A055012)
  - 各位の立方和が n になる最小の数である。1つ前の693は12567、次の695は1277。(オンライン整数列大辞典の数列 A165370)
- 277 = 92 + 142
  - 異なる2つの平方数の和で表せる84番目の数である。1つ前は274、次は281。(オンライン整数列大辞典の数列 A004431)
- 277 = 42 + 62 + 152
  - 3つの平方数の和1通りで表せる81番目の数である。1つ前は272、次は280。(オンライン整数列大辞典の数列 A025321)
  - 異なる3つの平方数の和1通りで表せる81番目の数である。1つ前は265、次は280。(オンライン整数列大辞典の数列 A025339)
- 277 = 33 + 53 + 53
  - 3つの正の数の立方数の和1通りで表せる37番目の数である。1つ前は270、次は281。(オンライン整数列大辞典の数列 A025395)
  - 3つの正の数の立方数の和で表せる10番目の素数である。1つ前は251、次は281。(オンライン整数列大辞典の数列 A007490)

## その他 277 に関連すること
- 年始から数えて277日目は10月4日。
- 西暦277年